# Escalfallits

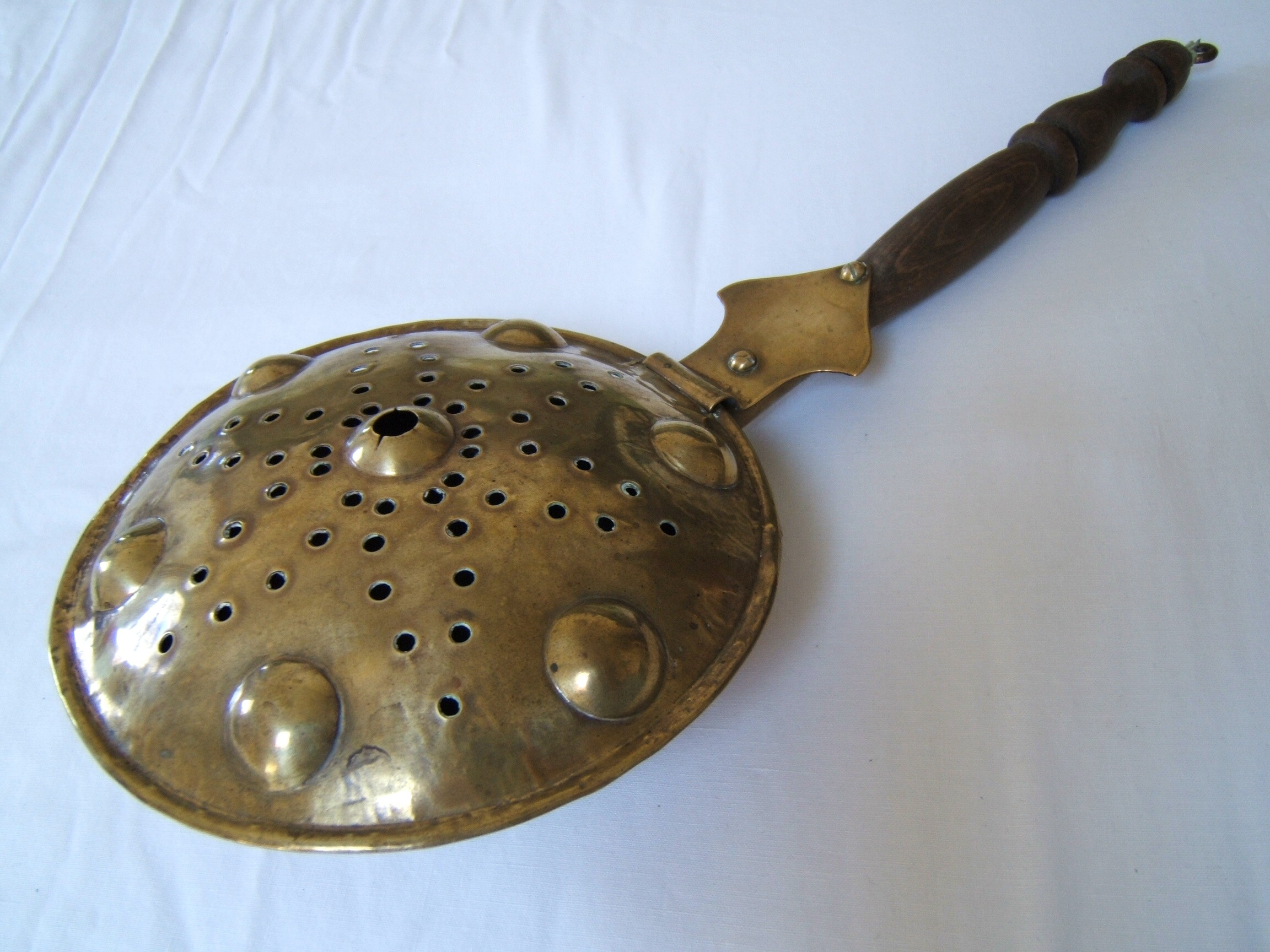
Escalfador de llit

 Un escalfador de llit, ase, ruc, burro, braseret, maridet o frare és un estri que s'utilitzava en les cases per a escalfar els llits.
L'escalfador consistia en un recipient amb una tapa i un mànec llarg que lliscava entre els llençols dels llits. Abans de la difusió dels sistemes de calefacció a les llars no totes les peces de la casa tenien fonts de calor. En particular, les cambres podien quedar molt freds a la nit durant els mesos de l'hivern. Introduir l'escalfador dins del llit constituïa una manera de mitigar la sensació d'humiditat i frescor en anar a dormir.

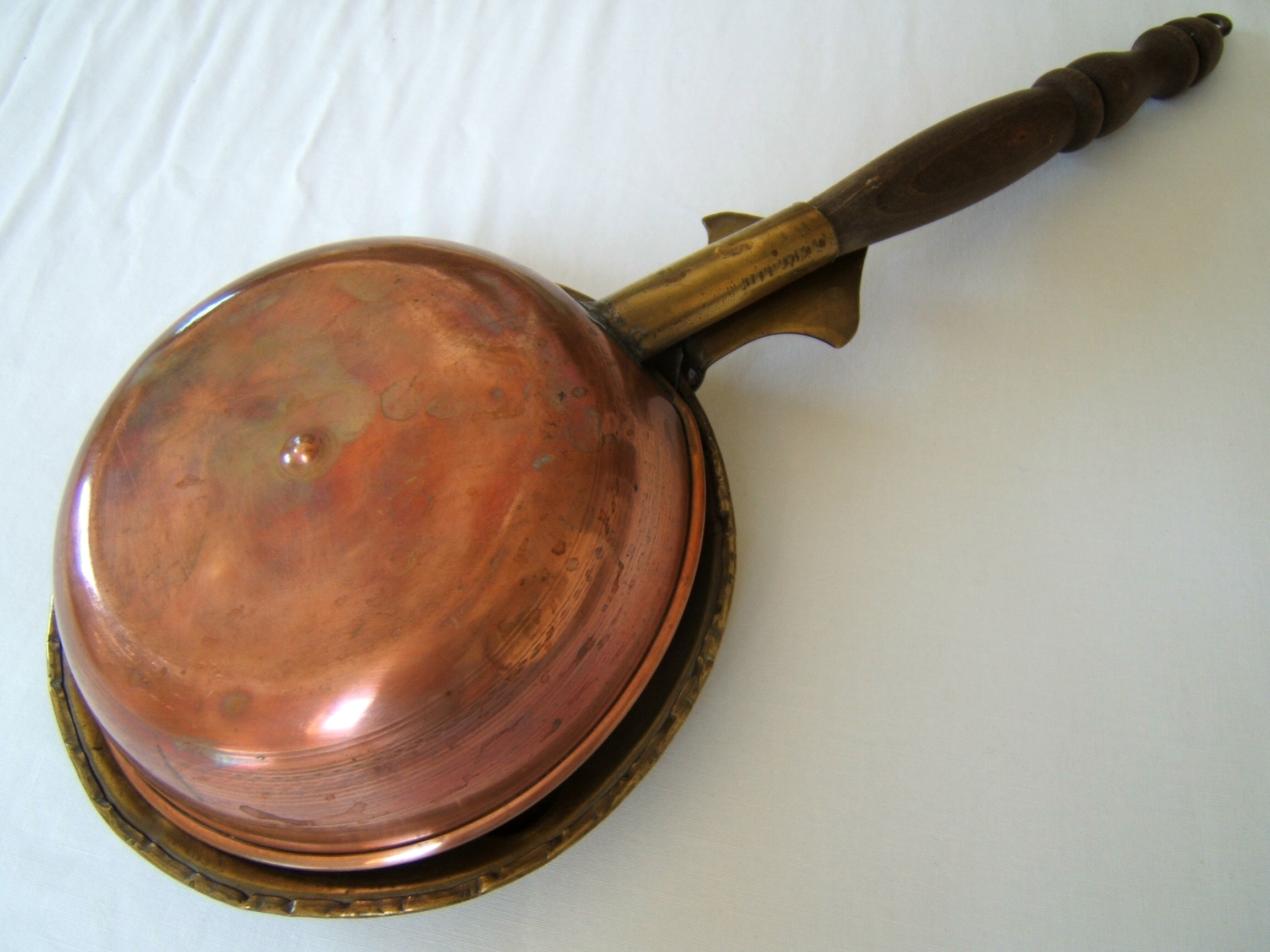
Escalfador (costat inferior)

El recipient estava fabricat en coure o llautó essent el mànec bé metàl·lic, bé de fusta. Al seu interior s'introduïen pedres calentes o maons escalfats al foc o fins i tot les brases mateixes de la cuina. És per això que el lloc habitual dels escalfadors era als voltants de la xemeneia on es penjaven a la paret gràcies a un forat al mànec.
Els escalfadors estaven dissenyats per a ser moguts a l'interior del llit per tal de distribuir la calor per tota la seva superfície. Alguns exemplars comptaven orificis a la tapa a través dels quals deixava escapar la calor. Altres eren completament descoberts amb una estructura semicircular a la part superior per a allunyar les brases del llençol. La seva composició totalment de metall feia que la calor es transmetia uniformement tant als llençols de sota com als superiors.
Al segle xix també es van fer escalfadors totalment tancats destinats a introduir-hi aigua calenta. En l'actualitat, n'hi ha cals antiquaris i són habituals com a elements decoratius en cases d'estil rústic.